# Ramon Aguiló Munar
Ramon Aguiló Munar (3 de febrer de 1950) fou un polític mallorquí del PSIB. Fou batlle de Palma entre els anys 1979 i 1991.
| Precedit per: Paulí Buchens Adrover | Batlle de Palma 1979 - 1991 | Succeït per: Joan Fageda Aubert |